# 속 (생물학)
속(屬, genus)은 생물 분류 단계 중 하나로, 과의 아랫 단계이자 종의 윗 단계이다. 살아있는 생물이나 화석뿐 아니라 바이러스의 분류 단계이기도 하다. 생물의 학명을 표기할 때에는 주로 이명법을 사용하는데, 이때 속이 앞에 오고 종이 뒤에 온다. 이때 생물의 속을 나타내는 이름을 속명(generic name)이라 하며, 학명을 표시할 때에는 항상 대문자로 시작한다. 예를 들어 Homo sapiens는 사람속(Homo)에 속하는 생물을 나타낸다.
근연종 집단 간에 구별할 만큼 큰 차이가 있다면 이를 묶어 별개의 속으로 나누는데, 그 기준은 분류학자들마다 서로 다르다. 그렇다고 해서 통용되는 기준이 전혀 없는 것은 아니다. 보통 어떤 근연종들을 새로운 속으로 분류하기 위해서는 다음의 기준을 고려해야 한다.
1. 한 조상군으로부터 내려온 단계통군들은 하나의 속으로 분류할 수 있다.
2. 유사하지 않은 종까지 포함해서 너무 넓게 확장되어서는 안 된다.
3. 생태학, 형태학, 생물지리학 등을 고려할 때 충분히 비슷해야 한다.

이렇게 분류한 결과 같은 속에 속하는 생물끼리 염기서열이 비슷한 양상을 띤다.
현재 널리 받아들여지는 속의 개수는 대략 31만개에 달하며, 매년 2,500여개의 속이 새로 제안되고 있다.

## 어원
Genus라는 단어는 종류, 기원을 뜻하는 라틴어인 genus에서 유래한 것이다. 프랑스의 식물학자 조제프 피통 드 투른포르가 현대적 의미로 genus를 처음 사용하고 이후 칼 폰 린네가 1753년 《식물의 종Species Plantarum》을 펴내면서 계통의 한 단계로써 그 개념을 공고히 했다.
이후 이토 케이스케가 《태서본초명소泰西本草名疏》에서 린네의 분류법을 소개할 때에는 류(類)로 번역되었다가, 우다가와 요안이 《식학계원植学啓原》에서 속(屬)이라는 번역어를 제시한 후 현재까지 계속 사용되고 있다.